# 陳東 (深水埗區議會主席)
陳東，大紫荊勳賢，GBS，JP，前深水埗區議會委任議員，曾任深水埗區議會主席和副主席。
他是東成針車行創辦人，1975年開始從事針車生意。

## 榮譽
- 銅紫荊星章（1998年）
- 太平紳士（2002年）[4]
- 銀紫荊星章（2006年）
- 金紫荊星章（2011年）
- 大紫荊勳章（2020年）